# Кашівара
Кашіва́ра (яп. 柏原市, かしわらし, МФА: [kaɕiwaɾa ɕi̥]?) — місто в Японії, в префектурі Осака.     Отримало статус міста 1958 року. Площа становить 25,39 км². Станом на 1 липня 2012 року населення складало 73 923  осіб, густота населення — 2910 осіб/км².     

## Демографія
Згідно з даними перепису населення Японії, населення Кашівара збільшувалось до 1995 року, після чого почало потроху зменшуватись. Станом на 1 жовтня 2020 року населення складало 68 775 осіб, густота населення — 2715 осіб/км².

## Історія
Кашівара отримала статус міста 1 жовтня 1958 року.

## Персоналії
- Танака Томоюкі (1910—1997) — японський кінопродюсер і сценарист.